# Xyletobius aleuritis
Xyletobius aleuritis là một loài bọ cánh cứng thuộc họ Ptinidae.